# لاسي إيفانز
لاسي إيفانز (بالإنجليزية: Macey Estrella)‏ هي مصارعة محترفة أمريكية، ولدت في 24 مارس 1990 في Parris Island, South Carolina ‏ في الولايات المتحدة.

## وصلات خارجية
- لاسي إيفانز على موقع دبليو دبليو إي (الإنجليزية)
- لاسي إيفانز على موقع WrestlingData.com (الإنجليزية)
- لاسي إيفانز على موقع CageMatch worker (الإنجليزية)
- لاسي إيفانز على موقع قاعدة بيانات المصارعة على الإنترنت (الإنجليزية)
- لاسي إيفانز على موقع عالم المصارعة على الإنترنت (الإنجليزية)
- لاسي إيفانز على موقع عالم المصارعة على الإنترنت (الإنجليزية)
- لاسي إيفانز على موقع IMDb (الإنجليزية)